# Cantonul Carcassonne-Est
Cantonul Carcassonne-Est este un canton din arondismentul Carcassonne, departamentul Aude, regiunea Languedoc-Roussillon, Franța.

## Comune
| Comune                                                 | Populație (1999) | Cod poștal | Cod INSEE |
| ------------------------------------------------------ | ---------------- | ---------- | --------- |
| Carcassonne (chef-lieu du canton), fraction de commune | 13 958           | 11000      | 11069     |
| Berriac                                                | 883              | 11000      | 11037     |
| Cavanac                                                | 928              | 11570      | 11085     |
| Cazilhac                                               | 1 660            | 11570      | 11088     |
| Couffoulens                                            | 619              | 11250      | 11102     |
| Leuc                                                   | 752              | 11250      | 11201     |
| Mas-des-Cours                                          | 24               | 11570      | 11223     |
| Palaja                                                 | 2 127            | 11570      | 11272     |